# The New York Times Company
The New York Times Company là một công ty truyền thông đại chúng Hoa Kỳ phát hành tờ báo cùng tên của nó, The New York Times Company. Arthur Ochs Sulzberger Jr. đã giữ chức chủ tịch từ năm 1997.  Nó có trụ sở tại Manhattan, New York.

## Lịch sử
Công ty được thành lập bởi Henry Jarvis Raymond và George Jones tại thành phố New York. Ấn bản đầu tiên của tờ The New York Times Company, xuất bản vào ngày 18 tháng 9 năm 1851, tuyên bố: "Hôm nay chúng tôi xuất bản số đầu tiên của New-York Daily Times, và chúng tôi dự định phát hành nó vào mỗi buổi sáng (trừ Chủ nhật) trong một thời gian không xác định số năm sắp tới. " 
Công ty chuyển sang ngành công nghiệp kênh truyền hình cáp mua 40% cổ phần của Popcorn Channel, một bản xem trước phim sân khấu và thời gian chiếu phim địa phương, vào tháng 11 năm 1994.

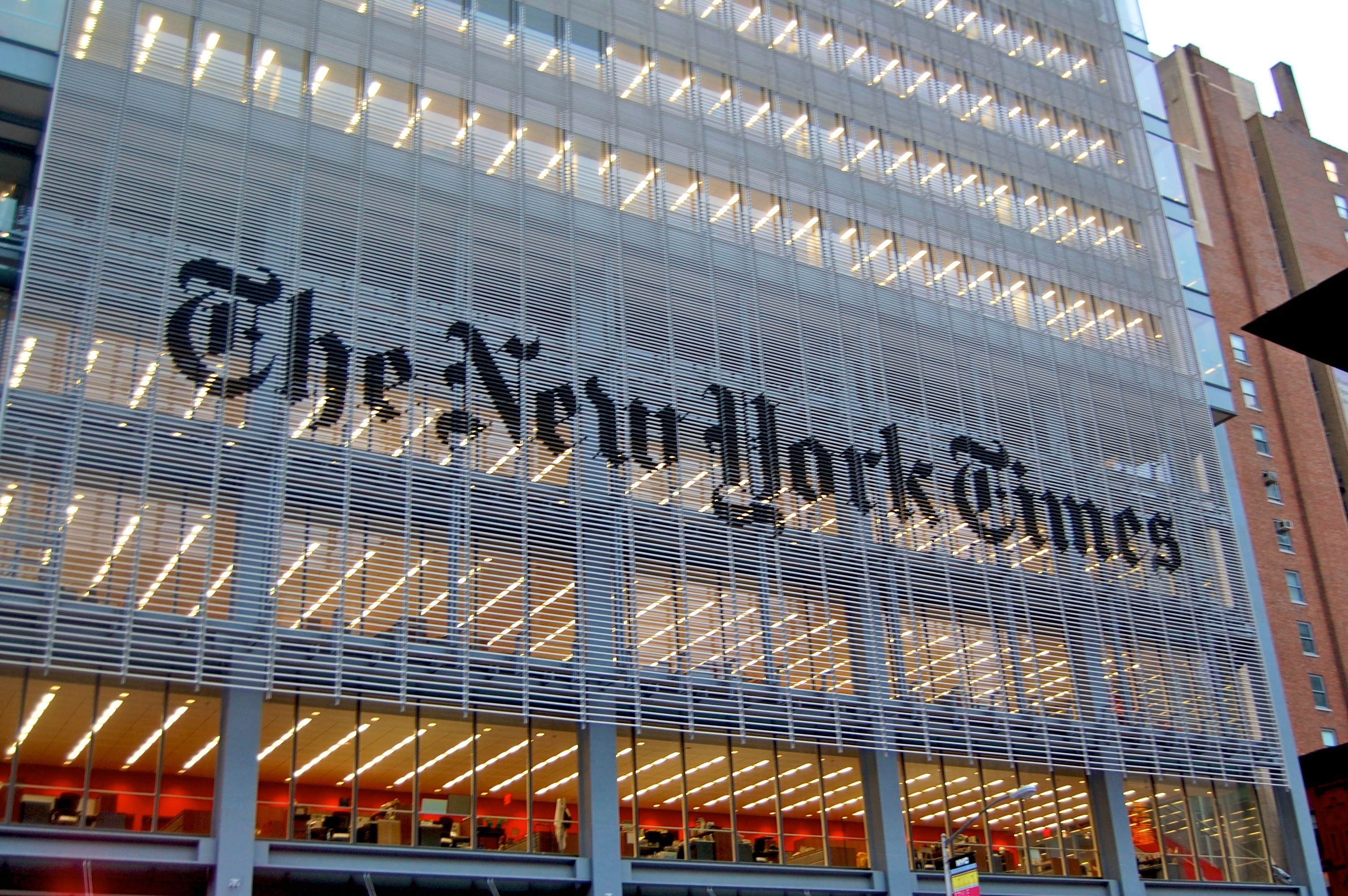
Tòa nhà The New York Times

Công ty đã hoàn thành mua 50% cổ phần trong International Herald Tribune (IHT) của The Washington Post với giá 65 triệu đô la Mỹ vào 1 tháng 1 năm 2003, trở thành chủ sở hữu duy nhất.
Vào ngày 18 tháng 3 năm 2005, công ty đã mua About.com, một nhà cung cấp thông tin người tiêu dùng trực tuyến với giá 410 triệu đô la Mỹ. Năm 2005, công ty báo cáo doanh thu của 3,4 tỷ đô la Mỹ tới các nhà đầu tư.     

The Times, vào ngày 25 tháng 8 năm 2006, đã mua Baseline StudioSystems, một cơ sở dữ liệu và dịch vụ nghiên cứu trực tuyến về ngành công nghiệp điện ảnh và truyền hình với 35 triệu USD.

## Công ty nắm giữ
Bên cạnh tờ báo cùng tên, công ty cũng sở hữu New York Times International Edition và các tài sản kỹ thuật số liên quan của họ bao gồm NYTimes.com, cũng như các tài sản liên quan đến thương hiệu khác nhau.

## Quyền sở hữu
Từ năm 1967, công ty đã được niêm yết trên Sở giao dịch chứng khoán New York với ký hiệu NYT. Trong hai loại chứng khoán, loại A và loại B, loại thứ nhất được giao dịch công khai và loại thứ hai được nắm giữ riêng tư (phần lớn 90%) bởi con cháu của Adolph Ochs, người đã mua tờ báo The New York Times năm 1896.